# Saint-Blaise NE
| NE ist das Kürzel für den Kanton Neuenburg in der Schweiz. Es wird verwendet, um Verwechslungen mit anderen Einträgen des Namens Saint-Blaise zu vermeiden. |

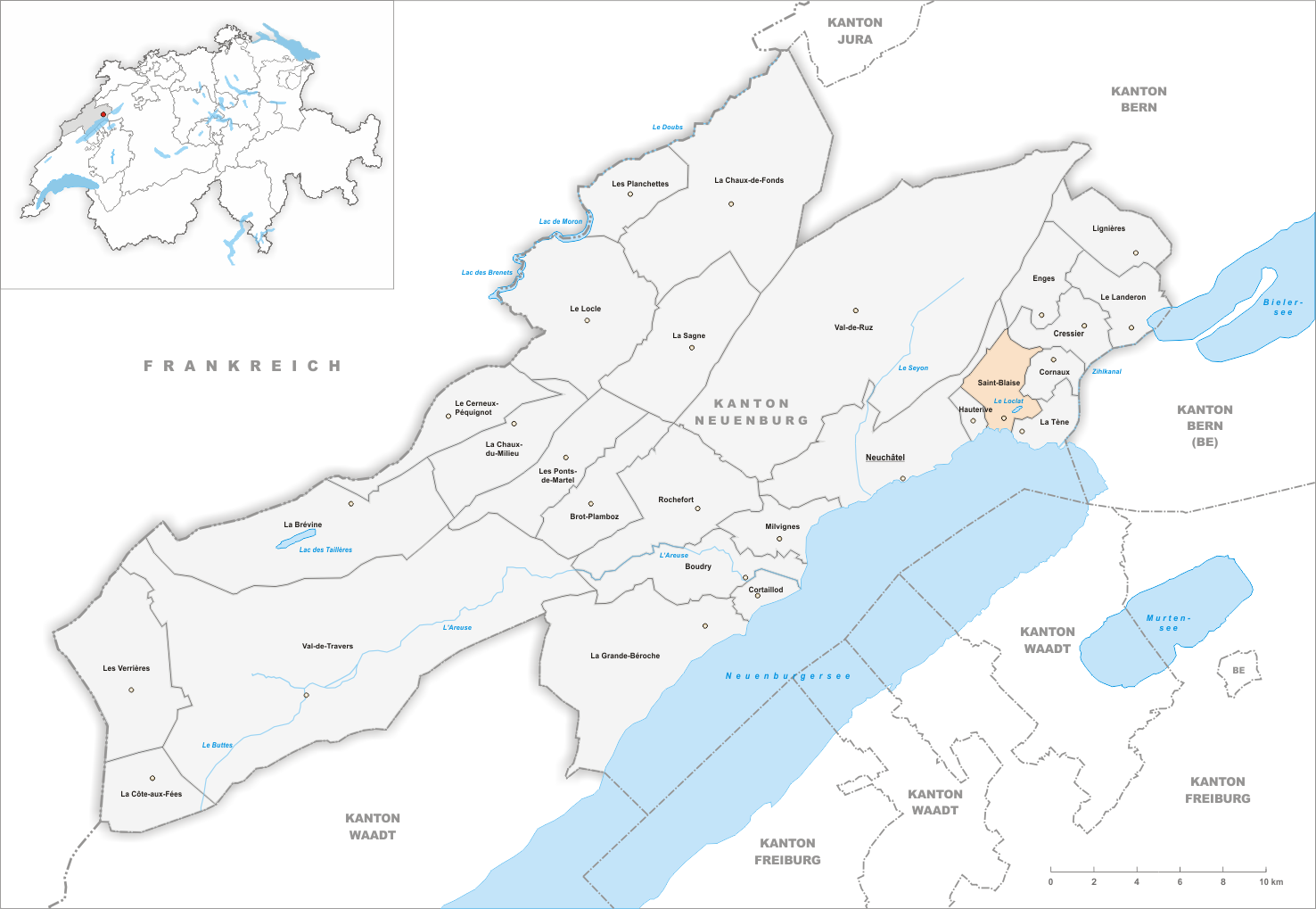
Gemeindestand vor der Fusion am 1. Januar 2025

Saint-Blaise ist ein Ort in der Gemeinde Laténa des Kantons Neuenburg in der Schweiz. Der deutsche Name lautet Sankt Blasien, wird aber heute nicht mehr verwendet. Am 1. Januar 2025 fusionierte die ehemalige Gemeinde mit Enges, Hauterive und La Tène zur Gemeinde Laténa.

## Geographie
Saint-Blaise liegt auf 440 m ü. M., 5 km nordöstlich der Kantonshauptstadt Neuenburg (Luftlinie). Das Dorf erstreckt sich am Jurasüdfuss, am Nordufer des Neuenburgersees, beidseits des Dorfbachs Le Ruau.
Die Fläche des 8,9 km² grossen ehemaligen Gemeindegebiets umfasst einen Abschnitt des Uferstreifens am Neuenburgersee im Bereich der Mündung des Baches Ruau. Nach Osten reicht das Gebiet über die Niederung mit dem See Loclat bis auf die Höhe des Plateau de Wavre (470 m ü. M.). Im Norden erstreckt sich die Gemeindefläche über die Roches de Châtollion (671 m ü. M.) und das Tälchen des Ruau bis auf die Antiklinale des Chaumont, dessen Südosthang (La Grande Côte) dicht bewaldet ist. Auf der Höhe des Chaumont wird mit 1140 m ü. M. der höchste Punkt von Saint-Blaise erreicht. Von der ehemaligen Gemeindefläche entfielen 1997 18 Prozent auf Siedlungen, 54 Prozent auf Wald und Gehölze, 27 Prozent auf Landwirtschaft und etwas weniger als ein Prozent war unproduktives Land.
Zu Saint-Blaise gehören die Weiler Voëns (584 m ü. M.) und Le Maley (617 m ü. M.), beide in einer Mulde am Südhang des Chaumont, sowie einige Einzelhöfe. Nachbargemeinden von Saint-Blaise waren Hauterive, Neuenburg, Cressier, Cornaux und La Tène.

Historisches Luftbild von Werner Friedli von 1970

## Bevölkerung
| Bevölkerungsentwicklung |      |      |      |      |      |      |      |      |
| Jahr                    | 1850 | 1900 | 1950 | 1960 | 1970 | 1980 | 1990 | 2000 |
| Einwohner               | 1056 | 1650 | 1859 | 2412 | 2586 | 2788 | 2930 | 3117 |

Mit 3238 Einwohnern (Stand 31. Dezember 2023) gehörte Saint-Blaise zu den grösseren Gemeinden des Kantons Neuenburg. Von den Bewohnern sind 82,6 % französischsprachig, 7,8 % deutschsprachig und 3,5 % italienischsprachig (Stand 2000). Die Bevölkerungszahl hat insbesondere seit 1950 deutlich zugenommen.

## Politik
Die Stimmenanteile der Parteien anlässlich der Nationalratswahl 2015 betrugen: FDP 38,6 %, SP 25,4 %, SVP 14,0 %, GPS 7,4 %, PdA 5,3 %, glp 4,1 %, CVP 3,0 %, BDP 1,0 %.

## Wirtschaft
Saint-Blaise war früher hauptsächlich ein Winzerdorf, entwickelte sich aber gegen Ende des 19. Jahrhunderts zur Industriegemeinde und im Laufe des 20. Jahrhunderts zur Wohngemeinde. Heute ist Saint-Blaise mit den Nachbargemeinden Hauterive und Marin-Epagnier zusammengewachsen. An den optimal zur Sonne exponierten Hängen über dem Nordufer des Neuenburgersees wird Weinbau (siehe hierzu auch den Artikel Weinbau in der Schweiz) betrieben, der allerdings gegenüber früher nicht mehr so grosse Bedeutung hat. Am Ostrand des Dorfes entstand ein grösseres Industrie- und Gewerbegebiet, in dem sich unter anderem eine Industriebäckerei, eine Uhrenfabrik und Betriebe des Maschinenbaus befinden.
Von 1903 bis 1934 war in Saint-Blaise die Firma Martini ansässig, die bedeutendste und erfolgreichste schweizerische Produktionsstätte von PKWs.

## Verkehr

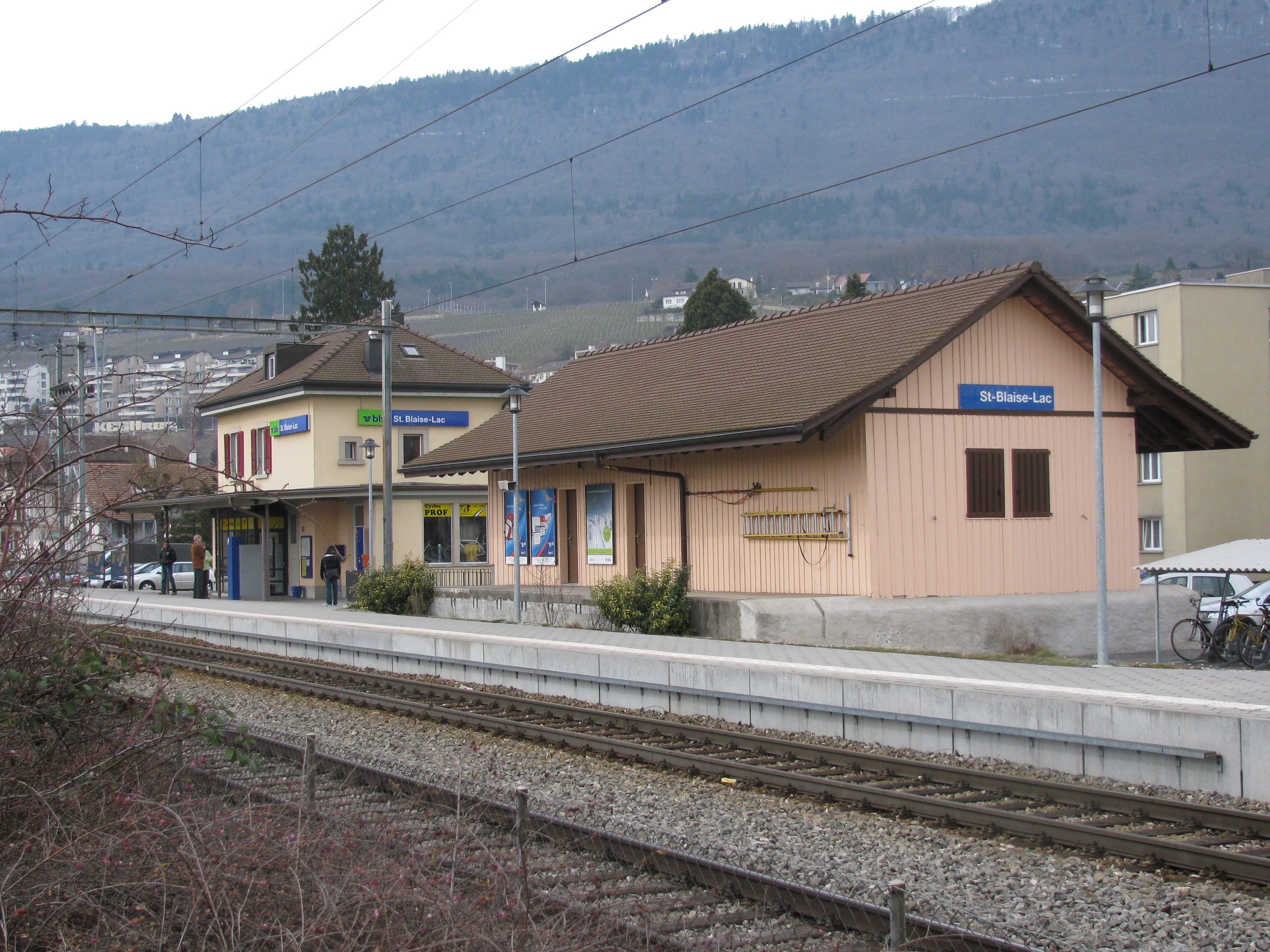
See-Bahnhof von Saint-Blaise

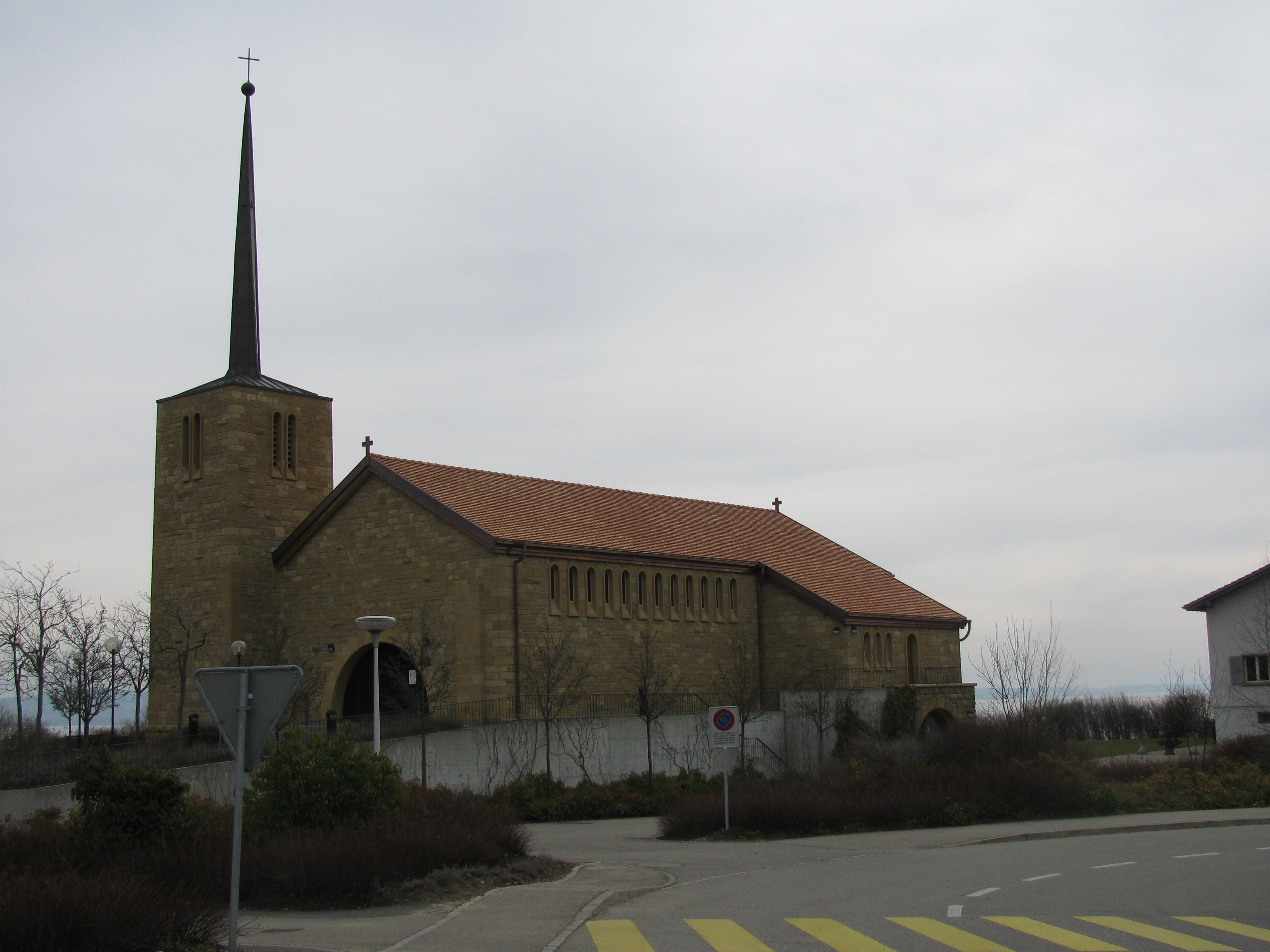
Katholische Kirche in Saint-Blaise, erbaut 1939

Die ehemalige Gemeinde ist verkehrsmässig gut erschlossen, sie liegt an der Hauptstrasse 5 von Biel/Bienne nach Neuenburg. Im Dezember 1995 wurde der Ortskern nach der Eröffnung der Autobahn A5 vom Durchgangsverkehr entlastet. Die Autobahn verläuft am Uferbereich in Tieflage, meist in Tagbautunnels. Nach dem Bau wurde das Seeufer neu gestaltet und eine Erholungszone eingerichtet.
Am 7. November 1859 wurde die Eisenbahnstrecke von Neuenburg nach Le Landeron mit einem Bahnhof in Saint-Blaise eröffnet, dessen westlicher Teil auf dem Gemeindegebiet von Hauterive liegt. Der zweite Bahnhof von Saint-Blaise liegt an der Bahnstrecke Bern–Neuenburg, deren Einweihung am 1. Juli 1901 erfolgte. Saint-Blaise wird auch durch das Netz der Transports en commun de Neuchâtel et environs bedient, darunter auch die Linie 1 des Trolleybus Neuenburg. Ein Postautokurs verkehrt via Enges nach Lignières. Ferner ist Saint-Blaise während der Sommermonate über das Schiffsverkehrsnetz auf dem Neuenburgersee mit den anderen Seeanstössergemeinden sowie mit dem Murtensee und dem Bielersee verbunden.

## Geschichte
Der Ort kann auf eine sehr lange Siedlungstradition zurückblicken. Schon rund 3000 Jahre v. Chr. war das Gebiet bewohnt. Es wurden Reste eines Pfahlbauerdorfes aus der Bronzezeit, Siedlungsspuren von helvetischen Bauern, sowie Spuren aus der Römer- und Völkerwanderungszeit gefunden, was auf eine möglicherweise durchgehende Besiedlung seit 5000 Jahren hinweist.
Die erste schriftliche Erwähnung des Dorfes erfolgte 1011 unter dem Namen Arins. 1209 erschien der Name Sanctus Blasus, der vorerst nur für den unteren Dorfteil galt, während der obere Teil weiterhin Arens hiess. Saint-Blaise gehörte seit dem 13. Jahrhundert zur Grafschaft Neuenburg und war Teil der Burgvogtei Thielle. Seit 1648 war Neuenburg Fürstentum und ab 1707 durch Personalunion mit dem Königreich Preussen verbunden. 1806 wurde das Gebiet an Napoleon I. abgetreten und kam 1815 im Zuge des Wiener Kongresses an die Schweizerische Eidgenossenschaft, wobei die Könige von Preussen bis zum Neuenburgerhandel 1857 auch Fürsten von Neuenburg blieben. 1888 wurden die Weiler Voëns und Le Maley, die vorher eine eigene Gemeinde bildeten, mit Saint-Blaise verbunden.

## Sehenswürdigkeiten
Die heutige reformierte Kirche (Temple) Saint-Blaise wurde im 15. und 16. Jahrhundert im gotischen Stil mit markantem Frontturm und Rundbogenportal erbaut. Sie steht an der Stelle einer karolingischen Kapelle und ist das einzige historische Gebäude von Saint-Blaise, das als historisches Monument von nationaler Bedeutung klassiert ist.
Im Ortskern sind zahlreiche Patrizierhäuser aus dem 16. bis 18. Jahrhundert erhalten, darunter das Maison de la Dîme von 1581 mit sechseckigem Treppentürmchen und das Maison Neuve von 1660, ebenfalls mit Treppenturm. Das Hôtel communal stammt von 1694. Die Mühle (moulin du Haut) wurde Anfang des 16. Jahrhunderts von Jean Dardel wieder aufgebaut. Seit 1979 ist das Mühlrad wieder in Betrieb (nicht aber die Mühle).
Direkt am Ufer des Neuenburgersees befindet sich das Laténium, ein bedeutendes archäologisches Museum zu Kultur und Geschichte der Kelten, insbesondere der La-Tène-Zeit.

## Gemeindepartnerschaft
Saint-Blaise hat 1961 eine Partnerschaft mit der deutschen Stadt St. Blasien im Schwarzwald (Baden-Württemberg) geschlossen.

## Persönlichkeiten
- Charles-Daniel Prince (1689–1762), evangelischer Geistlicher
- Alfred Clottu (1871–1933), Politiker
- Gaston Clottu (1912–1995), Politiker